# Internazionali di Tennis di San Marino 1988
Gli Internazionali di Tennis di San Marino 1988 sono stati un torneo di tennis facente parte della categoria ATP Challenger Series nell'ambito dell'ATP Challenger Series 1988. Il torneo si è giocato a San Marino in San Marino dal 15 al 21 agosto 1988 su campi in terra rossa.

## Vincitori

### Singolare
Paolo Canè ha battuto in finale  Francesco Cancellotti con il punteggio di 6–7, 6–3, 6–3

### Doppio
Christer Allgårdh /  Josef Čihák hanno battuto in finale  João Cunha e Silva /  Jörgen Windahl con il punteggio di 6–4, 6–2